# 74è Festival Internacional de Cinema de Berlín
El 74è Festival Internacional de Cinema de Berlín, normalment anomenat Berlinale, va tenir lloc entre el 15 i el 25 de febrer de 2024 a Berlín, Alemanya. L'actriu keniana-mexicana Lupita Nyong'o va ser nomenada presidenta del jurat del concurs principal. La Berlinale d'enguany va ser l'última edició a càrrec de Carlo Chatrian i Mariette Rissenbeek, després de la seva dimissió el 2023. El festival va obrir amb Small Things like These de Tim Mielants.
Dahomey, dirigida pel cineasta franco-senegalès Mati Diop, va guanyar l'Ós d'Or, convertint-se en el segon any consecutiu que un documental guanyava el premi. el primer premi del festival, després de la victòria d'A l'Adamant el 2023. L'Os de Plata Gran Premi del Jurat fou atorgat a Yeohaengjaui pilyo de Hong Sang-soo, i l'Os de Plata a la millor interpretació protagonista fou atorgada a Sebastian Stan per A Different Man. El cineasta estatunidenc Martin Scorsese fou guardonat amb l'Os d'Or honorífic.

## Antecedents

### Censura iraniana
Poc abans que la pel·lícula iraniana Keyke mahboobe man fos seleccionada per a la Competició Principal, als cineastes Behtash Sanaeeha i Maryam Moqadam se'ls va prohibir sortir de l'Iran per assistir al Festival., els van confiscar els passaports i s'enfrontaran a un judici judicial en relació amb la seva feina com a artistes i cineastes. La decisió del govern iranià es va complir, una vegada més, amb protestes internacionals, després de les detencions dels guanyadors de l'Ós d'Or Jafar Panahi i Mohammad Rasoulof el 2022/2023, i molts altres intents de censura en els últims anys.

### Invitació a AFD
Enmig de la polèmica, els directors de la Berlinale, Mariette Rissenbeek i Carlo Chatrian, van convidar representants no convidats del partit d'extrema dreta Alternativa per Alemanya (Alternative für Deutschland, AfD) d'assistir a la gala d'obertura del festival. La decisió va després de noves controvèrsies al voltant de les declaracions del partit en oposició a la immigració. Més de 200 professionals alemanys de la indústria cultural van signar una carta oberta que expressaven indignació amb les invitacions.

### Guerra entre Israel i Hamàs
A la nota de premsa introductòria del festival de 2024, la Berlinale va optar per no esmentar la llibertat d'expressió com un dels seus valors fonamentals, tot i haver-ho fet en la declaració de l'any anterior. Durant el festival, centenars de participants de la Berlinale passats i presents van signar cartes obertes criticant la Berlinale per complicitat amb la censura alemanya de les veus pro-palestines, inclosos més de 280 exalumnes de Berlinale Talents, més de 190 cineastes amb pel·lícules al festival de 2024 i més de 60 contractistes de la Berlinale. Com a protesta addicional, John Greyson, Suneil Sanzgiri i Ayo Tsalithaba van retirar les seves pel·lícules del festival, mentre que Maryam Tafakory, Advik Beni i Monica Sorelle va abandonar el programa Berlinale Talents i Emilia Beatriz va marxar del Mercat Europeu del Cinema. A diferència de la seva resposta a la indignació del públic davant la invitació de l'AfD, els directors de la Berlinale van romandre en silenci davant les demandes dels seus cineastes, antics alumnes i contractistes de suport a Palestina.

Durant tot el festival, els artistes van continuar utilitzant les seves plataformes per fer declaracions en solidaritat amb Palestina. El 16 de febrer, els comissaris del programa Forum Expanded de la Berlinale es van unir a les expressions de solidaritat de l'artista, afirmant: "Nosaltres també volem afegir la nostra veu i compartir la nostra preocupació expressant que els comissaris del Forum Expanded donen suport a la crida urgent d'un alto el foc immediat a Gaza." El 18 de febrer activistes pro-Palestina es van mostrar ajaguts a les escales del davant del Gropius Bau banyats amb sang falsa amb un cartell que deia "Benvinguts a la catifa vermella", mentre d'altres que es trobaven dins de l'edifici van desplegar pancartes pro-palestines des del pis superior.

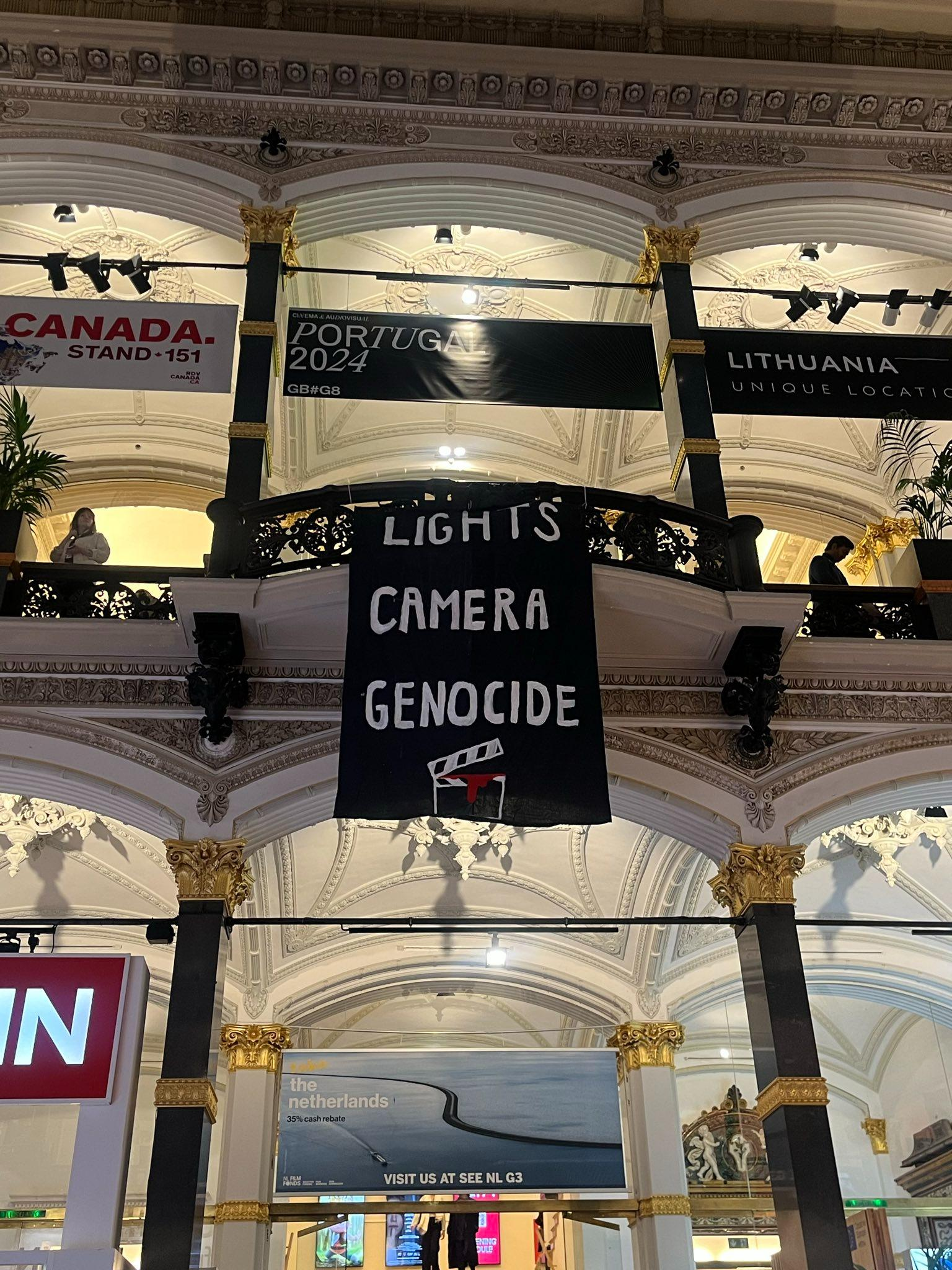
Els manifestants van desplegar una pancarta "Llums Càmera Genocidi" al Mercat del Cinema Europeu de 2024, argumentant que la Berlinale i Alemanya són còmplices d'un altre genocidi.

Durant la cerimònia de clausura de la nit al Berlinale Palast, el 25 de febrer, hi va haver nombroses declaracions i protestes a favor de Palestina durant la catifa vermella i els discursos d'acceptació, inclòs el de la guanyadora de l'Os d'Or Mati Diop, i els cineastes palestins i israelians Basel Adra, Hamdan Ballal, Yuval Abraham i Rachel Szor de Cap altra terra. El jurat del Premi Teddy va publicar una declaració en solidaritat amb Gaza que va rebre un aplaudiment del públic i un fort esbroncat. Un compte d'Instagram vinculat a la secció Panorama va publicar una declaració suposadament oficial dels organitzadors del festival, afirmant "reconeixem que el nostre silenci ens fa còmplices del genocidi a Gaza realitzat per Israel i la neteja ètnica a Palestina" afegint: "Des del nostre passat nazi no resolt fins a el nostre present genocida: sempre hem estat al costat equivocat de la història." Minuts després, el compte principal d'Instagram de la Berlinale va declarar que el compte Panorama va ser piratejat i el publicacions "no representen la posició de la Berlinale" i van anunciar plans per "presentar càrrecs penals contra persones desconegudes".
Durant el discurs d'acceptació de Cap altra terra, després de guanyar el premi al millor documental, el codirector Yuval Abraham va declarar, referint-se al seu codirector palestí Basel: " Estic sota la llei civil; Basel està sota la llei militar. Vivim a 30 minuts l'un de l'altre, però tinc dret a vot, està tancat a l'ocupació israeliana de Cisjordània. Aquesta situació d’apartheid entre nosaltres, aquesta desigualtat, ha d'acabar". l'Alcalde de Berlín, Kai Wegner, i molts altres polítics alemanys van expressar-se indignació, titllant les declaracions de la cerimònia de clausura d'"antisemites". La ministra d'estat alemanya de Cultura Claudia Roth va ser criticada per aplaudir durant el discurs de Basel i Yuval, més tard va afirmar que només aplaudia la meitat israeliana de l'equip de realització de pel·lícules, i va declarar que "Les declaracions de la cerimònia dels Óssos van ser sorprenentment unilaterals i es van caracteritzar per un odi profund a Israel". Tot i que el Festival està finançat principalment pel Govern federal d'Alemanya, els organitzadors van afirmar que "les declaracions dels cineastes eren independents i s'han d'acceptar sempre que respectin el marc legal". Després de la cerimònia, Abraham va dir que una turba de dretes a Israel havia amenaçat la seva família després que se'l titllés d’antisemita, afirmant: " L'espantós mal ús d'aquesta paraula per part dels alemanys... per silenciar els israelians com jo que donen suport a un alto el foc... buida de sentit la paraula antisemitisme i, per tant, posa en perill els jueus de tot el món".

## Jurats

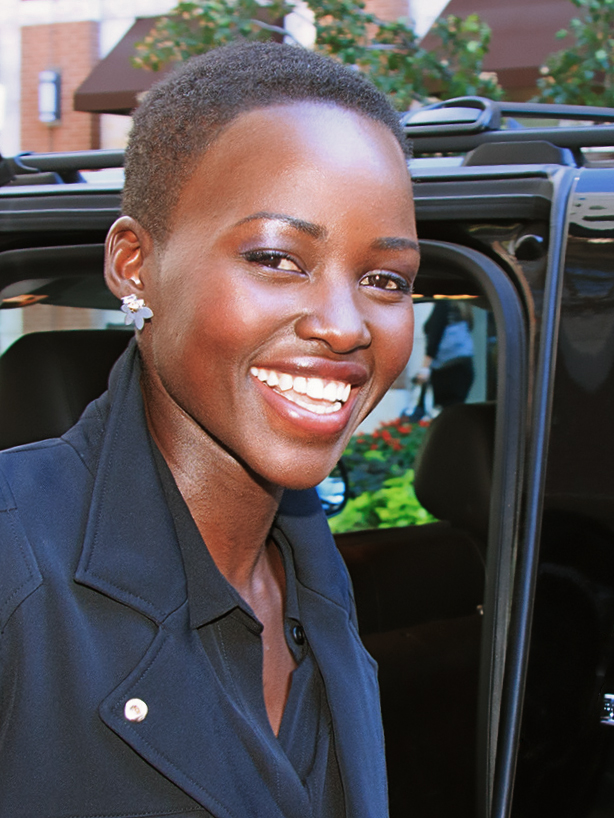
Lupita Nyong'o, presidenta del jurat de la competició principal

### Jurat Internacional - Concurs Principal
- Lupita Nyong'o, actriu keniana-mexicana - Presidenta del jurat[2]
- Brady Corbet, cineasta i actor estatunidenc[38]
- Ann Hui, cineasta i actriu xinesa de Hong Kong
- Christian Petzold, cineasta alemany
- Jasmine Trinca, actriu i cineasta italiana
- Albert Serra i Juanola, cineasta espanyol
- Oksana Zabuzhko, novel·lista i poeta ucraïnesa

### JuratEncounters
- Lisandro Alonso, cineasta argentí[38]
- Denis Côté, cineasta canadenc
- Tizza Covi, cineasta italià

### Jurat Internacional - Concurs de Curtmetratges
- İlker Çatak, cineasta alemany[38]
- Xabier Erkizia, artista sonor i investigador espanyol
- Jennifer Reeder, cineasta, artista de vídeo i conferenciant estatunidenca

### Jurat Generation
- Amjad Abu Alala, cineasta sudanès
- Banafshe Hourmazdi, actriu iraniano-alemanya
- Ira Sachs, cineasta estatunidenca[38]

### Jurat del premi GWFF a la millor primera pel·lícula
- Eliza Hittman, cineasta esteatunidenca[38]
- Andréa Picard, comissària de cinema sènior canadenca al Festival Internacional de Cinema de Toronto i assessora del Festival Internacional de Cinema de Marràqueix
- Katrin Pors, productora danesa

### Premi de Documental i Jurat de la Berlinale
- Abbas Fahdel, cineasta iraquià[38]
- Thomas Heise, cineasta alemany
- Véréna Paravel, artista i antropòloga francesa

## Seccions oficials

### Competició principal
Les següents pel·lícules van ser seleccionades per a la competició principal de l'Ós d'Or:
| Títol                                           | Director(s)                       | País de producció                                                                        |
| ----------------------------------------------- | --------------------------------- | ---------------------------------------------------------------------------------------- |
| Another End                                     | Piero Messina                     | Itàlia, França, Regne Unit                                                               |
| Architecton                                     | Viktor Kossakovsky                | Alemanya, França, Estats Units                                                           |
| Black Tea                                       | Abderrahmane Sissako              | França, Mauritània, Taiwan, Luxemburg, Costa d'Ivori                                     |
| La cocina                                       | Alonso Ruizpalacios               | Mèxic, Estats Units                                                                      |
| Dahomey                                         | Mati Diop                         | Benín, França, Senegal                                                                   |
| Des Teufels Bad                                 | Veronika Franz i Severin Fiala    | Àustria, Alemanya                                                                        |
| A Different Man                                 | Aaron Schimberg                   | Estats Units                                                                             |
| Sterben                                         | Matthias Glasner                  | Alemanya                                                                                 |
| L'Empire                                        | Bruno Dumont                      | França, Itàlia, Alemanya, Bèlgica, Portugal                                              |
| In Liebe, Eure Hilde                            | Andreas Dresen                    | Alemanya                                                                                 |
| Gloria!                                         | Margherita Vicario                | Itàlia, Suïssa                                                                           |
| Langue étrangère (Fremdsprache)                 | Claire Burger                     | França, Alemanya, Bèlgica                                                                |
| Keyke mahboobe man (کیک محبوب من)               | Behtash Sanaeeha i Maryam Moqadam | Iran, França, Suècia, Alemanya                                                           |
| Pepe                                            | Nelson Carlo De Los Santos Arias  | República Dominicana, Namíbia, Alemanya, França                                          |
| Shambhala                                       | Min Bahadur Bham                  | Nepal, França, Noruega, Hong Kong, R.P. de la Xina, Turquia, Estats Units, Qatar, Taiwan |
| Small Things like These (pel·lícula d’apertura) | Tim Mielants                      | Irlanda, Bèlgica                                                                         |
| Vogter                                          | Gustav Möller                     | Dinamarca, Suècia                                                                        |
| Hors du temps                                   | Olivier Assayas                   | França, Alemanya                                                                         |
| Yeohaengjaui pilyo (\|여행자의 필요)            | Hong Sang-soo                     | Corea del Sud                                                                            |
| Mé el Aïn (ماء العين)                           | Meryam Joobeur                    | Tunísia, França, Canadà, Noruega, Qatar, Aràbia Saudita                                  |

### Berlinale Special
Les següents pel·lícules estan seleccionades per a la secció Berlinale Special:
| Títol                                                | Director(s) | País de producció                          |                        |
| Berlinale Special Gala                               | Berlinale Special Gala | Berlinale Special Gala                     | Berlinale Special Gala |
| ---------------------------------------------------- | --- | ------------------------------------------ | ---------------------- |
| Cuckoo                                               | Tilman Singer | Alemanya                                   |                        |
| Love Lies Bleeding                                   | Rose Glass | Estats Units, Regne Unit                   |                        |
| The Roundup: Punishment (\|범죄도시4)                | Heo Myeong-haeng | Corea del Sud                              |                        |
| Seven Veils                                          | Atom Egoyan | Canadà                                     |                        |
| Spaceman                                             | Johan Renck | Estats Units                               |                        |
| The Strangers' Case                                  | Brandt Andersen | Jordània                                   |                        |
| Treasure                                             | Julia von Heinz | Alemanya, França                           |                        |
| Berlinale Special                                    | |                                            |                        |
| 無所住)                                              | Tsai Ming-liang | Taiwan, Estats Units                       |                        |
| Averroès & Rosa Parks                                | Nicolas Philibert | França                                     |                        |
| オーガスト・マイ・ヘヴン)                            | Riho Kudo | Japó                                       |                        |
| The Box Man ( 箱男)                                  | Gakuryu Ishii | Japó                                       |                        |
| Chime (チャイム)                                     | Kiyoshi Kurosawa | Japó                                       |                        |
| Dostoyevsky (6 episodis)                             | Damiano i Fabio D’Innocenzo | Itàlia                                     |                        |
| Elf Mal Morgen: Berlinale Meets Fußball              | Maximilian Bungarten, Anna-Maria Dutoit, Kilian Armando Friedrich, Indira Geisel, Eva Gemmer, Felix Herrmann, Hannah Jandl, Justina Jürgensen, Hilarija Ločmele, Daniela Magnani-Hüller, Sophie Mühe, Camille Tricaud, Marie Zrenner | Alemanya                                   |                        |
| Das leere Grab                                       | Agnes Lisa Wegner, Cece Mlay | Alemanya, Tanzània                         |                        |
| exergue – on documenta 14                            | Dimitris Athiridis | Grècia                                     |                        |
| Filmstunde_23                                        | Edgar Reitz, Jörg Adolph | Alemanya                                   |                        |
| Made in England: The Films of Powell and Pressburger | David Hinton | Regne Unit                                 |                        |
| Sasquatch Sunset                                     | David Zellner i Nathan Zellner | Estats Units                               |                        |
| Shikun                                               | Amos Gitai | Israel, França, Suïssa, Brasil, Regne Unit |                        |
| Supersex (episodis 1-3)                              | Matteo Rovere, Francesco Carrozzini, Francesca Mazzoleni | Itàlia                                     |                        |
| Turn in the Wound                                    | Abel Ferrara | Regne Unit, Alemanya, Itàlia, Estats Units |                        |

### Encounters
Les següents pel·lícules foren seleccionades per la secció Encounters section:
| títol                                  | Director(s)                      | País de producció                               |
| -------------------------------------- | -------------------------------- | ----------------------------------------------- |
| Arcadia                                | Yorgos Zois                      | Grècia, Bulgària, Estats Units                  |
| Cidade; Campo                          | Juliana Rojas                    | Brasil, Alemanya, França                        |
| Demba                                  | Mamadou Dia                      | Senegal, Alemanya                               |
| Acció directa                          | Guillaume Cailleau i Ben Russell | Alemanya, França                                |
| Dormir de Olhos Abertos                | Nele Wohlatz                     | Brasil, Argentina, Taiwan, Alemanya             |
| The Fable                              | Raam Reddy                       | Índia, Estats Units                             |
| Une Famille                            | Christine Angot                  | França                                          |
| Favoriten                              | Ruth Beckermann                  | Àustria                                         |
| Ivo                                    | Eva Trobisch                     | Alemanya                                        |
| Khamyazeye bozorg                      | Aliyar Rasti                     | Iran                                            |
| 空房间里的女人)                        | Qiu Yang                         | R.P. de la Xina, Estats Units, França, Singapur |
| Mãos no Fogo                           | Margarida Gil                    | Portugal                                        |
| Matt and Mara                          | Kazik Radwanski                  | Canadà                                          |
| Through the Graves the Wind Is Blowing | Travis Wilkerson                 | Estats Units                                    |
| Tú me Abrasas                          | Matías Piñeiro                   | Argentina, Espanya                              |

### Competició de Curtmetratges de la Berlinale
Les següents pel·lícules són seleccionades per a la secció del Concurs de Curtmetratges de la Berlinale
| Títol                               | Director(s)                    | País de producció |
| ----------------------------------- | ------------------------------ | ----------------- |
| Kaalkapje                           | Marthe Peters                  | Bèlgica           |
| Adieu tortue                        | Selin Öksüzoğlu                | França            |
| Circle 서클                         | Joung Yumi                     | Corea del Sud     |
| Stadtmuseum / Moi Rai               | Boris Dewjatkin                | Alemanya          |
| City of Poets                       | Sara Rajaei                    | Països Baixos     |
| Goodbye First Love (经过)           | Shuli Huang                    | Estats Units      |
| カワウソ)                           | Akihito Izuhara                | Japó              |
| Les animaux vont mieux              | Nathan Ghali                   | França            |
| The Moon Also Rises (月亮照常升起«9 | Yuyan Wang                     | França            |
| Un movimiento extraño               | Francisco Lezama               | Argentina         |
| Pacific Vein                        | Ulu Braun                      | Alemanya          |
| Preoperational Model                | Philip Ullman                  | Països Baixos     |
| Remains of the Hot Day (热天午后)   | Wenqian Zhang                  | R.P. de la Xina   |
| Sojourn to Shangri-La (是日访古)    | Lin Yihan                      | R.P. de la Xina   |
| Tako Tsubo                          | Fanny Sorgo, Eva Pedroza       | Àustria, Alemanya |
| So viel von mir                     | Eva Könnemann                  | Alemanya          |
| Al sol, lejos del centro            | Luciana Merino, Pascal Viveros | Xile              |
| Ungewollte Verwandtschaft           | Pavel Mozhar                   | Alemanya          |
| Oiseau de passage                   | Victor Dupuis                  | Bèlgica           |
| We Will Not Be the Last of Our Kind | Mili Pecherer                  | França            |

### Panorama
Les següents pel·lícules foren seleccionades a la secció Panorama:
| Títol                                   | Director(s)                                                 | País de producció                                      |
| --------------------------------------- | ----------------------------------------------------------- | ------------------------------------------------------ |
| Afterwar                                | Birgitte Stærmose                                           | Dinamarca, Kosovo, Suècia, Finlàndia                   |
| All Shall Be Well (從今以後)            | Ray Yeung                                                   | Hong Kong                                              |
| Andrea lässt sich scheiden              | Josef Hader                                                 | Àustria                                                |
| Baldiga – Entsichertes Herz             | Markus Stein                                                | Alemanya                                               |
| Betânia                                 | Marcelo Botta                                               | Brasil                                                 |
| Between the Temples                     | Nathan Silver                                               | Estats Units                                           |
| A Bit of a Stranger                     | Svitlana Lishchynska                                        | Ucraïna                                                |
| Brief History of Une Famille (家庭简史) | Lin Jianjie                                                 | R.P. de la Xina, Dinamarca                             |
| Crossing                                | Levan Akin                                                  | Suècia, Dinamarca, França, Turquia, Geòrgia            |
| Cu Li Không Bao Giờ Khóc                | Lân Phạm Ngọc                                               | Vietnam, Filipines, França, Singapur, Noruega          |
| Diaries from Líban                      | Myriam El Hajj                                              | Líban, França, Qatar, Aràbia Saudita                   |
| Alle die Du bist                        | Michael Fetter Nathansky                                    | Alemanya, Espanya                                      |
| Faruk                                   | Aslı Özge                                                   | Alemanya, França, Turquia                              |
| Ještě nejsem, kým chci být              | Klára Tasovská                                              | Àustria, Txèquia, Eslovàquia                           |
| I Saw the TV Glow                       | Jane Schoenbrun                                             | Estats Units                                           |
| Yo vi tres luces negrasi                | Santiago Lozano Álvarez                                     | Colòmbia, França, Alemanya, Mèxic                      |
| Janet Planet                            | Annie Baker                                                 | Estats Units                                           |
| Pendant ce temps sur Terre              | Jérémy Clapin                                               | França                                                 |
| Memorias de un cuerpo que arde          | Antonella Sudasassi Furniss                                 | Costa Rica, Espanya                                    |
| Les gens d’à côté                       | André Téchiné                                               | França                                                 |
| Sayyareye dozdide shodeye man           | Farahnaz Sharifi                                            | Alemanya, Iran                                         |
| Cap altra terra                         | Basel Adra, Hamdan Ballal, Yuval Abraham, Rachel Szor       | Palestina, Noruega                                     |
| The Outrun                              | Nora Fingscheidt                                            | Alemanya, Regne Unit                                   |
| Les Paradis de Diane                    | Carmen Jaquier i Jan Gassmann                               | Suïssa                                                 |
| Tongo Saa                               | Nelson Makengo                                              | R.D. del Congo, Bèlgica, Alemanya, Burkina Faso, Qatar |
| Verbrannte Erde                         | Thomas Arslan                                               | Alemanya                                               |
| Sex                                     | Dag Johan Haugerud                                          | Noruega                                                |
| Teaches of Peaches                      | Philipp Fussenegger, Judy Landkammer                        | Alemanya                                               |
| The Visitor                             | Bruce LaBruce                                               | Regne Unit                                             |
| À quand l'Afrique?                      | David-Pierre Fila                                           | Rep. del Congo, Angola, Camerun                        |
| Zeit Verbrechen (episodis 1-4)          | Mariko Minoguchi, Jan Bonny, Helene Hegemann, Faraz Shariat | Alemanya                                               |

### Forum
Les següents pel·lícules foren seleccionades per la secció Forumn:
| Títol | Director(s)                        | País de producció                                            |
| --- | ---------------------------------- | ------------------------------------------------------------ |
| The Adamant Girl (கொட்டுக்காளி) | PS Vinothraj                       | Índia                                                        |
| All the Long Nights (夜明けのすべて) | Shô Miyake                         | Japó                                                         |
| The Cats of Gokogu Shrine (五香宮の猫) | Kazuhiro Soda                      | Japó                                                         |
| Redaktsiya | Roman Bondarchuk                   | Ucraïna, Alemanya, Eslovàquia, Txèquia                       |
| Exhuma ( 파묘) | Jang Jae-hyun                      | Corea del Sud                                                |
| Henry Fonda for President | Alexander Horwath                  | Àustria, Alemanya                                            |
| Săptămâna Mare | Andrei Cohn                        | Romania, Suïssa                                              |
| L'homme-vertige: Tales Of A City | Malaury Eloi Paisley               | França                                                       |
| The Human Hibernation | Anna Cornudella                    | Espanya                                                      |
| In the Belly of a Tiger | Siddartha Jatla                    | Índia, Estats Units, R.P. de la Xina, Indonèsia, Taiwan      |
| Intercepted | Oksana Karpovych                   | Canadà, França, Ucraïna                                      |
| Der unsichtbare Zoo | Romuald Karmakar                   | Alemanya                                                     |
| Marijas klusums | Dāvis Sīmanis                      | Letònia, Lituània                                            |
| Deda-Shvili | Lana Gogoberidze                   | França, Geòrgia                                              |
| As noites ainda cheiram á pôlvora | Inadelso Cossa                     | Moçambic, Alemanya, França, Portugal, Països Baixos, Noruega |
| Oasis | Tamara Uribe, Felipe Morgado       | Xile                                                         |
| Oasis of Now | Chee Sum Chia                      | Malàisia, Singapur, França                                   |
| Reas | Lola Arias                         | Argentina, Alemanya, Suïssa                                  |
| Reproduktion | Katharina Pethke                   | Alemanya                                                     |
| Republic (共和国) | Jin Jiang                          | R.P. de la Xina, Singapur                                    |
| Resonance Spiral | Marinho de Pina, Filipa César      | Portugal, Guinea Bissau, Alemanya                            |
| Il cassetto segreto | Costanza Quatriglio                | Itàlia, Suïssa                                               |
| Shahid | Narges Kalhor                      | Alemanya                                                     |
| La piel en primavera | Yennifer Uribe Alzate              | Colòmbia, Xile                                               |
| Mit einem Tiger schlafen | Anja Salomonowitz                  | Àustria                                                      |
| Spuren von Bewegung vor dem Eis | René Frölke                        | Alemanya                                                     |
| Chroniques fidèles survenues au siècle dernier à l’hôpital psychiatrique Blida-Joinville, au temps où le Docteur Frantz Fanon était chef de la cinquième division entre 1953 et 1956 | Abdenour Zahzah                    | Algèria, França                                              |
| La hojarasca | Macu Machín                        | Espanya                                                      |
| Voices of the Silenced | Park Soo-nam, Park Maeui           | Japó, Corea del Sud                                          |
| Ihre ergebenste Fräulein | Eva C. Heldmann                    | Alemanya                                                     |
| Was hast du gestern geträumt, Parajanov? | Faraz Fesharaki                    | Alemanya                                                     |
| The Wrong Movie | Keren Cytter                       | Estats Units, Bèlgica                                        |
| Forum Expanded |                                    |                                                              |
| for here am i sitting in a tin can far above the world | Gala Hernández López               | França                                                       |
| Grandmamauntsistercat | Zuza Banasińska                    | Països Baixos, Polònia                                       |
| Here We Are | Chanasorn Chaikitiporn             | Tailàndia                                                    |
| O Seeker | Gavati Wad                         | Índia, Estats Units                                          |
| The Perfect Square | Gernot Wieland                     | Bèlgica, Alemanya                                            |
| The Periphery of the Base (基地之侧) | Zhou Tao                           | R.P. de la Xina                                              |
| Quebrante | Janaina Wagner                     | Brasil                                                       |
| Room 404 | Elysa Wendi i Shing Lee            | Hong Kong, Polònia                                           |
| Sarcophagus of Drunken Loves | Joana Hadjithomas i Khalil Joreige | França, Líban                                                |

### Generation
Les següents pel·lícules foren seleccionades per les seccions Generation:
| Títol                                           | Director(s)                 | País de producció                                        |                  |
| Generation Kplus                                | Generation Kplus            | Generation Kplus                                         | Generation Kplus |
| ----------------------------------------------- | --------------------------- | -------------------------------------------------------- | ---------------- |
| Above the Dust (沃土)                           | Wang Xiaoshuai              | R.P. de la Xina, Països Baixos                           |                  |
| Aguacuario                                      | Jose Eduardo Castilla Ponce | Mèxic                                                    |                  |
| Sukoun                                          | Dina Naser                  | Egipte, Jordània                                         |                  |
| Papillon                                        | Florence Miailhe            | França                                                   |                  |
| Fuchs und Hase retten den Wald                  | Mascha Halberstad           | Bèlgica, Luxemburg, Països Baixos                        |                  |
| It's Okay! (괜찮아 괜찮아 괜찮아!)              | Kim Hye-young               | Corea del Sud                                            |                  |
| Los tonos mayores                               | Ingrid Pokropek             | Argentina, Espanya                                       |                  |
| Porzellan                                       | Annika Birgel               | Alemanya                                                 |                  |
| Reinas                                          | Klaudia Reynicke            | Suïssa, Espanya, Perú                                    |                  |
| Goosfand                                        | Hadi Babaeifar              | Iran                                                     |                  |
| Anaar Daana                                     | Nishi Dugar                 | Índia                                                    |                  |
| A Summer's End Poem (夏日句点)                  | Lam Can-zhao                | R.P. de la Xina, Malàisia, Suïssa                        |                  |
| Raíz                                            | Franco García Becerra       | Xile, Perú                                               |                  |
| Uli                                             | Mariana Gil Ríos            | Colòmbia                                                 |                  |
| Sieger sein                                     | Soleen Yusef                | Alemanya                                                 |                  |
| Junge Herzen                                    | Anthony Schatteman          | Bèlgica, Països Baixos                                   |                  |
| Beurk!                                          | Loïc Espuche                | França                                                   |                  |
| Generation 14plus                               |                             |                                                          |                  |
| Un pájaro voló                                  | Leinad Pájaro de la Hoz     | Colòmbia, Cuba                                           |                  |
| Cura sana                                       | Lucía G. Romero             | Espanya                                                  |                  |
| Disco Afrika: une histoire malgache             | Luck Razanajaona            | França, Alemanya, Madagascar, Maurici, Qatar, Sud-àfrica |                  |
| Ellbogen                                        | Aslı Özarslan               | França, Alemanya, Turquia                                |                  |
| Huling Palabas                                  | Ryan Machado                | Filipines                                                |                  |
| The Girl Who Lived in the Loo                   | Subarna Dash                | Índia                                                    |                  |
| The Great Phuket (小半截)                       | Liu Yaonan                  | Bèlgica, R.P. de la Xina, França, Alemanya, Hong Kong    |                  |
| Un invincible été                               | Arnaud Dufeys               | Bèlgica                                                  |                  |
| Lapso                                           | Caroline Cavalcanti         | Brasil                                                   |                  |
| Last Swim                                       | Sasha Nathwani              | Regne Unit                                               |                  |
| Maydegol                                        | Sarvnaz Alambeigi           | França, Alemanya, Iran                                   |                  |
| Muna                                            | Warda Mohamed               | Regne Unit                                               |                  |
| Quell'estate con Irène                          | Carlo Sironi                | França, Itàlia                                           |                  |
| Obraza                                          | Gleb Osatinski              | Lituània, Estats Units                                   |                  |
| She Sat There Like All Ordinary Ones (开始的枪) | Qu Youjia                   | R.P. de la Xina                                          |                  |
| Songs of Love and Hate                          | Saurav Ghimire              | Nepal                                                    |                  |
| Comme le feu                                    | Philippe Lesage             | Canadà, França                                           |                  |

### Berlinale Classics
Les següents pel·lícules foren seleccionades a la secció Berlinale Classics:
| Títol                                    | Director(s)            | País de producció |
| ---------------------------------------- | ---------------------- | ----------------- |
| After Hours (1985)                       | Martin Scorsese        | Estats Units      |
| Batalla en el cielo (2005)               | Carlos Reygadas        | Mèxic             |
| The Day of the Locust (1975)             | John Schlesinger       | Estats Units      |
| Deprisa, deprisa (1981)                  | Carlos Saura           | Espanya           |
| Godzilla (ゴジラ 1954)                   | Ishirō Honda           | Japó              |
| Kohlhiesels Töchter (1920)               | Ernst Lubitsch         | Alemanya          |
| The Love Parade (1929)                   | The Love Parade (1929) | Estats Units      |
| Offret (1986)                            | Andrei Tarkovski       | Unió Soviètica    |
| Reifezeit (1976)                         | Sohrab Shahid Saless   | RFA               |
| El sabor de la síndria (天邊一朵雲 2005) | Tsai Ming-liang        | Taiwan            |

### Retrospectiva
Les següents pel·lícules foren seleccionades a la Retrospective:
| Títol                                                              | Director(s)                   | País de producció |
| ------------------------------------------------------------------ | ----------------------------- | ----------------- |
| Nicht nichts ohne Dich (1985)                                      | Pia Frankenberg}              | RFA               |
| Engel aus Eisen (1980)                                             | Thomas Brasch                 | RFA               |
| Banale Tage (1991)                                                 | Peter Welz                    | Alemanya          |
| Chapeau Claque (1971)                                              | Ulrich Schamoni               | RFA               |
| Dark Spring (1970)                                                 | Ingemo Engström               | RFA               |
| Die Deutschen und ihre Männer – Bericht aus Bonn (1989)            | Helke Sander                  | RFA               |
| Die endlose Nacht (1963)                                           | Will Tremper                  | RFA               |
| Das deutsche Kettensägenmassaker (1990)                            | Christoph Schlingensief       | Alemanya          |
| Leuchtkraft der Ziege – Eine Naturerscheinung (1988)               | Jochen Kraußer                | RDA               |
| Herzsprung (1992)                                                  | Helke Misselwitz}             | Alemanya          |
| Ich (1988)                                                         | Bettina Flitner               | RFA               |
| Im Land meiner Eltern (1981)                                       | Jeanine Meerapfel             | RFA               |
| Jesus – Der Film (1986)                                            | Michael Brynntrup             | RFA, · RDA        |
| Denk bloß nicht, ich heule (19659                                  | Frank Vogel                   | RDA               |
| Kismet, Kismet (1987)                                              | Ismet Elçi                    | RFA               |
| Der kleine Godard. An das Kuratorium Junger Deutscher Film (1978)  | Hellmuth Costard              | RFA               |
| Macumba (1982)                                                     | Elfi Mikesch                  | RFA               |
| Fegefeuer (1971)                                                   | Haro Senft                    | RFA               |
| Shirins Hochzeit (1975)                                            | Helma Sanders-Brahms          | RFA               |
| Supermarkt (1974)                                                  | Roland Klick                  | RFA               |
| Tobby (1961)                                                       | Hansjürgen Pohland            | RFA               |
| Zwei unter Millionen (1961)                                        | Victor Vicas, Wieland Liebske | RFA               |
| Unsichtbare Tage oder Die Legende von den weißen Krokodilen (1991) | Eva Heller                    | Alemanya          |

## Premis oficials

### Competició oficial
- Os d'Or: Dahomey de Mati Diop[8]
- Gran Premi del Jurat: Yeohaengjaui pilyo by Hong Sang-soo
- Premi del Jurat: L'Empire de Bruno Dumont
- Os de Plata al millor director: Nelson Carlo De Los Santos Arias per Pepe
- Os de Plata a la millor interpretació protagonista: Sebastian Stan per A Different Man
- Os de Plata a la millor interpretació de repartiment: Emily Watson per Small Things like These
- Os de Plata al millor guió: Matthias Glasner per Sterben
- Os de Plata a la contribució artística destacada: Martin Gschlacht per El bany del diable (fotografia)

### Os d'Or honorífic
- Martin Scorsese[9]

### Berlinale Camera
- Edgar Reitz[42]

### Premi GWFF a la millor primera pel·lícula
- Cu Li Never Cries de Phạm Ngọc Lân[43]

### Premi Berlinale Documental
- Cap altra terra de Basel Adra, Hamdan Ballal, Yuval Abraham, Rachel Szor[44]
  - Menció especial: Direct Action de Guillaume Cailleau i Ben Russell

### Encounters
- Millor pel·lícula: Direct Action de Guillaume Cailleau i Ben Russell[45]
- Millor director: Juliana Rojas per Cidade; Campo
- Premi especial del jurat:
  - Some Rain Must Fall de Qiu Yang
  - The Great Yawn of History de Aliyar Rasti

### Competició de Curtmetratges Berlinale
- Os d'Or al millor curtmetratge: An Odd Turn de Francisco Lezama[46]
- Os de Plata Premi del Jurat: Remains of the Hot Day de Wenqian Zhang
  - Menció especial: That’s All from Me d’Eva Könnemann
- Candidat Berlinale Curtmetratge als Premis de Cinema Europeu: That’s All from Me d’Eva Könnemann

### Generation
Jurat Internacional Generation Kplus
- Gran Premi del jurat internacional a la millor pel·lícula: Reinas de Klaudia Reynicke[47]
  - Menció especial: Raíz de Franco García Becerra
- Premi Especial del Jurat Internacional al Millor Curtmetratge: A Summer's End Poem de Lam Can-zhao
  - Menció especial: Uli de Mariana Gil Ríos

Jurat Internacional Generation 14plusy
- Gran Premi del jurat internacional a la millor pel·lícula: Comme le feu de Philippe Lesage[47]
  - Menció especial: Maydegol de Sarvnaz Alambeigi
- Premi Especial del Jurat Internacional al Millor Curtmetratge: Un pájaro voló de Leinad Pájaro De la Hoz
  - Menció especial: Songs of Love and Hate de Saurav Ghimire

Jurat dels Nens Generation Kplus
- Os de Cristall a la millor pel·lícula: It's Okay! de Kim Hye-young[47]
  - Menció especial: Junge Herzen d’Anthony Schatteman
- 'Os de Cristall al millor Curtmetratge: Butterfly de Florence Miailhe
  - Menció especial: Sukoun de Dina Naser

Jurat Jove Generation 14plus
- Os de Cristall a la millor pel·lícula: Last Swim by Sasha Nathwani[47]
  - Menció especial: She Sat There Like All Ordinary Ones de Qu Youjia
- Os de Cristall al millor Curtmetratge: Cura sana de Lucía G. Romero
  - Menció especial: Lapso de Caroline Cavalcanti

## Premis Independents

### Premi del Públic Panorama
Llargmetratge
- 1r lloc: Memorias de un cuerpo que arde d’Antonella Sudasassi Furnis[48]
- 2n lloc: Crossing de Levan Akin
- 3r lloc: All Shall Be Well by Ray Yeung

Documental
- 1r lloc: Cap altra terra de Basel Adra, Hamdan Ballal, Yuval Abraham, Rachel Szor[48]
- 2n lloc: Sayyareye dozdide shodeye man de Farahnaz Sharifi
- 3r lloc: Teaches of Peaches de Philipp Fussenegger, Judy Landkammer

### Premi Teddy
- Millor pel·lícula: All Shall Be Well de Ray Yeung (Panorama)[49]
- Millor documental/pel·lícula d’assaig: Teaches de Peaches by Philipp Fussenegger, Judy Landkammer (Panorama)
- Millor curtmetratge: Grandmamauntsistercat de Zuza Banasińska (Forum Expanded)
- Premi del Jurat Teddy: Crossing de Levan Akin (Panorama)
- Premi Teddy Especial: Lothar Lambert